# Đặng Bá Tĩnh
Đặng Bá Tĩnh (1324 - 1406) là Thám hoa đời Trần Dụ Tông. Sách Nghệ An ký chép ông đỗ Tiến sĩ Đệ nhất giáp triều Trần.

## Tiểu sử
Ông sinh ra tại làng Đông Rang, Tả Thiên Lộc, Nghệ An châu (nay là xã Tùng Lộc, huyện Can Lộc, tỉnh Hà Tĩnh).
Ông là cháu nội của Nhà thiên văn học đầu tiên của Việt Nam Đặng Lộ, quê ở Chương Mỹ, Hà Đông. Đến đời bố ông là Đặng Bá Kiển dời đến nam chân núi Hồng Lĩnh lập nghiệp.
Ông từng giữ chức Hành khiển vận chuyển sứ. Sau đó thăng đến chức Thượng thư Bộ Lại, tước Tuấn Sĩ Hầu.

## Con cháu
Con trai của ông là Đặng Đình Dực, giám sinh Quốc tử giám, làm quan tri châu Quỳ Hợp, lộ Nghệ An.
Cháu nội của ông là Quốc công Đặng Tất.